# آنا آپوستولکی
آنا آپوستولکی (یونانی: Άννα Αποστολάκη، ۱۸۸۰–۱۹۵۸) باستان‌شناس یونانی و متصدی موزه بود. او اولین زن یونانی بود که به عنوان یک باستان‌شناس حرفه ای کار کرد و به عنوان متصدی و سپس مدیر موزه ملی هنرهای تزئینی خدمت کرد. او یکی از اولین زنانی بود که مدرک دکترا را دریافت کرد، او همچنین اولین زن عضو انجمن باستان‌شناسی آتن و عضو اولیه انجمن باستان‌شناسی مسیحی بود. او در منسوجات باستانی متخصص بود و حفظ الگوهای باستانی و سنت‌های بافندگی یونانی را نه تنها وسیله‌ای برای حمایت از کار سنتی زنان، بلکه تقویت ملی‌گرایی یونانی در دوره میان‌دوجنگ تاریخ یونان می‌دانست.

## زندگی
آنا آپوستولاکی در سال ۱۸۸۰ در مارگاریتس، در استان رتیمنو، در جزیره کرت، که در آن زمان بخشی از امپراتوری عثمانی و اکنون یونان است، به دنیا آمد.    پدرش اصالتاً اهل الوترنا بود.  قیام‌های منطقه ای علیه حکومت عثمانی باعث شد که خانواده او به پیرئوس و سپس به آتن فرار کنند.  او در " ارساکیو "، یک مدرسه دخترانه که توسط "انجمن دوستان آموزش و پرورش" اداره می‌شود، تحصیل کرد و در سال ۱۸۹۹ به عنوان معلم فارغ‌التحصیل شد. یکی از معدود مشاغلی که در سال ۱۸۹۹ برای زنان در دسترس بود.    

## حرفه و تحصیلات
آپوستولاکی کار خود را به عنوان معلم آغاز کرد و در عین حال که آرزوهای آموزشی خود را دنبال می‌کرد، به سایر دانش آموزان آموزش می‌داد.   در سال ۱۹۰۳، او وارد دانشگاه آتن شد و در مدرسه فلسفی تحصیل کرد.   همزمان، او شروع به کار در موزه سکه‌شناسی آتن به عنوان دستیار یوانیس سوورونوس کرد، که او را راهنمایی و به او کمک می‌کرد تا خودش را به تحقیقات علمی اختصاص دهد.  تحت هدایت سوورونوس، او اولین زنی بود که در سال ۱۹۰۶ در انجمن باستان‌شناسی آتن پذیرفته شد،   و به نظر می‌رسد اولین زن یونانی باشد که به صورت حرفه ای به عنوان باستان‌شناس کار کرده‌است. 
در سال ۱۹۰۹، او یکی از ده زنی بود که از دانشگاه آتن فارغ‌التحصیل شد و اولین زنی از کرت بود که مدرک گرفت.  عناوین روزنامه‌های زنانه مانند روزنامه بانوان، که آپوستولکی نیز به‌طور منظم در آن مشارکت داشت، از اتمام دکترای آپوستولاکی خبر داد و اعلام کرد که «زنان پیروز هستند. دنیای یونان از دیروز یک زن جدید دارد…»   در همان سال، او اولین زنی شد که به انجمن فولکلور یونان که توسط نیکولاس پولیتیس تأسیس شده بود، پیوست و شروع به سخنرانی کرد.
آشفتگی در بخش اول قرن بیستم و جنگ جهانی اول بسیاری از مکان‌های تاریخی را در معرض خطر قرار داد. آپوستولاکی که نگران خراب شدن و حفظ آنها بود، به عنوان یکی از اولین اعضای آن به انجمن باستان‌شناسی مسیحی پیوست. او همچنین یکی از اعضای هیئت مدیره مؤسس باشگاه لیسیوم زنان یونانی بود که در سال ۱۹۱۱ توسط فمینیست یونانی کالیروی پارن تأسیس شد و در همان سال در مورد کاخ کنوسوس برای اعضای باشگاه سخنرانی کرد. 
او در حالی که هنوز تدریس می‌کرد، وظایف دیگری را به عنوان مشاور بخش لباس ملی بر عهده گرفت. در این نقش، او مسئول انتشار اطلاعات در مورد حفظ آداب و رسوم ملی بود که به او اجازه داد تا با افرادی مانند جورجیوس دروسینیس شاعر و جورجیوس کورونیوتیس باستان‌شناس که به حفظ فرهنگ نیز علاقه‌مند بودند، ارتباط برقرار کند.  روشنفکرانی مانند اینها با پیوند دادن شیوه‌های فرهنگی معاصر با فرهنگ یونان باستان،  از طریق ارزیابی و مقایسه سوابق باستان‌شناسی آثار باستانی، قرون وسطایی و مدرن، تلاش کردند تا غرور ملی را تقویت کنند.  به‌طور خاص، آپوستولاکی همراه با زنان دیگری مانند آنجلیکی چاتزیمیچالی، النی اقلیدس و لوسیا زیگومالا علاقه‌مند بود که مشارکت زنان در جامعه را از طریق جمع‌آوری و نمایش محصولات صنایع دستی زنان بیشتر نمایان کند.  

## مرگ و میراث
آپوستولاکی در تابستان ۱۹۵۸ درگذشت و از او به عنوان یکی از اولین دانشمندانی که تاریخ منسوجات یونانی را ارزیابی و طبقه‌بندی کرد، و همچنین فمینیستی که برای آموزش زنان و ترویج صنایع دستی زنان تلاش می‌کرد، یاد می‌شود.    در سال ۲۰۱۵، کتابخانه عمومی رتیمنو، به همراه باشگاه لیسیوم زنان یونانی و موزه بناکی، میزبان کارگاه آموزشی دربارهٔ آپوستولاکی و آثار او بود و همزمان برخی از آنها را به نمایش گذاشت. هدف این کارگاه افزایش شناخت آپوستولاکی و جمع‌آوری بودجه برای انتشار دست‌نوشته‌های او در مورد گلدوزی‌های کرت بود. 